# Push It (chanson de Garbage)
Pour les articles homonymes, voir Push It.
Singles de Garbage
#1 Crush
(1997) I Think I'm Paranoid
(1998)
Clip vidéo
[vidéo] « Push It », sur YouTube
Push It est une chanson de 1998, écrite, enregistrée et produite par le groupe de rock alternatif Garbage. Elle est le premier single extrait du deuxième album du groupe, Version 2.0. Push It est une chanson qui réalise le lien entre leur premier album et Version 2.0.
Push It atteint le 9e rang du UK singles chart. Elle connait également le succès de l'autre côté de l'Atlantique, où elle atteint le 5e rang du Billboard's Modern Rock Tracks chart et figure également dans le Billboard Hot 100 pendant 18 semaines.

## Clip vidéo
Le clip vidéo réalisé par Andrea Giacobbe obtient plusieurs nominations dont huit aux MTV Video Music Awards (meilleure vidéo d'un groupe, meilleure réalisation, meilleure vidéo alternative, vidéo la plus révolutionnaire, meilleurs effets spéciaux, meilleur montage, meilleure photographie et meilleure direction artistique) et une aux MTV Europe Music Awards (meilleur clip). 

## Classements hebdomadaires
| Classement (1998)                     | Meilleure place |
| ------------------------------------- | --------------- |
| Allemagne (Media Control AG)          | 88              |
| Australie (ARIA)                      | 31              |
| Canada (RPM Rock/Alternative Singles) | 3               |
| Écosse (OCC)                          | 9               |
| États-Unis (Billboard Hot 100)        | 52              |
| États-Unis (Alternative Songs)        | 5               |
| Finlande (Suomen virallinen lista)    | 14              |
| France (SNEP)                         | 99              |
| Irlande (IRMA)                        | 26              |
| Nouvelle-Zélande (RMNZ)               | 15              |
| Pays-Bas (Single Top 100)             | 77              |
| Royaume-Uni (UK Singles Chart)        | 9               |